# 758 (číslo)
Sedm set padesát osm je přirozené číslo. Následuje po čísle sedm set padesát sedm a předchází číslu sedm set padesát devět. Římskými číslicemi se zapisuje DCCLVIII a řeckými číslicemi ψνη.

## Matematika
758 je:
- Deficientní číslo
- Poloprvočíslo
- Nešťastné číslo

## Astronomie
- (758) Mancunia je planetka hlavního pásu, kterou objevil v roce 1912 Harry Edwin Wood

## Roky
- 758
- 758 př. n. l.